# 库普
库普（匈牙利語：Kup），是匈牙利维斯普雷姆州所辖的一个村，总面积24.78平方公里，总人口459，人口密度18.5人/平方公里（2010年1月1日）。